# Trinidad (Bolivia)
|  | For andre betydninger, se Trinidad (flertydig) |
Trinidad, officielt La Santísima Trinidad (spansk: Den helligste Treenighed), er en by i Bolivia med en befolkning på godt 100.000 indbyggere (2012). Trinidad er administrativt centrum i departementet Beni.
Byen blev grundlagt i 1686 af Padre Cipriano Barace og blev i 1769 flyttet til sin nuværende placering på grund af oversvømmelser. Byen blev oprindeligt grundlagt ved Río Mamoré ca. 15 km fra den nuværende beliggendehed, men oversvømmelse og sygdom tvang indbyggerne til at flytte byen. Trinidad ligger i provinsen Cercado, en af Benis otte provinser.
Trinidad ligger ved den sydlige kant af Amazonbassinet ved Llanos de Moxos/Mojos og har et varmt og fugtigt klima året rundt. Der er kraftige regnskyl i regntiden mellem december og maj og byen har åbne rendestene med stor kapacitet til at lede regnvandet væk til de lokale vandløb.
Trinidad er beliggende i et område med tropisk regnskov og flere floder og vandløb, der alle bidraget til Amazonfloden. Som mange andre byer i Bolivia er bebyggelserne opført omkring en central plads med en stor katolsk katedral.
Trinidad var oprindelig en mindre jesuit-by, men er i dag en storby med mere end 100.000 indbyggere. Den oprindelige kirke blev revet ned i 1923, men blev genopbygget og mange af de originale relikvier, malerier, statuer m.v. findes fortsat i katedralen.

## Galleri
- Katedralen i Trinidad
- Springvand i Trinidad
- Lokale bønder med æselkærre
- Åbne rendestene
- Parade til fejring af byens grundlæggelse
- Den moderne del af byen
- Fra Trinidads fattigere kvarterer
- Gader i Trinidad.

## Eksterne links
- Wikimedia Commons har flere filer relateret til Trinidad (Bolivia)
- Vejret i Trinidad Arkiveret 30. maj 2015 hos  Wayback Machine
- Trinidad på boliviabella.com